# ترشيز
ترشيز أو طرثيث هو الاسم القديم لمنطقة كاشمر، بردسكن، خليل أباد وكوهسرخ التي تقع في محافظة خراسان الرضوية، إيران. وهي أيضًا الاسم السابق لمدينة كاشمر.

## أعلام
- أهلي الترشيزي
- كاتبي الترشيزي